# Miguel Arroyo (Radsportler)
Fernando Miguel Arroyo Rosales (* 6. Dezember 1966 in Huamantla; † 30. Januar 2020 in Puebla) war ein mexikanischer Radrennfahrer.

## Sportliche Laufbahn
Arroyo war im Straßenradsport aktiv. Von 1989 bis 1997 war er Berufsfahrer. Er begann seine Profikarriere im belgischen Radsportteam AD Renting. Nachdem sein letzter Vertrag bei Team St. Michel-Mavic-Auber 93 1997 endete, kehrte er in seine Heimat zurück. Dort gewann er 1998, wie bereits 1988, die Mexiko-Rundfahrt. 1991 und 1993 gewann er jeweils eine Etappe der Rundfahrt, 1993 bei den Redlands Classic eine weitere Etappe. 1990 wurde er Zweiter der Mexiko-Rundfahrt hinter Raúl Alcalá. 1995 kam er auf den 3. Platz der Gesamtwertung. 1999 siegte er in der Vuelta a Costa Rica, 2000 wurde er Dritter dieser Rundfahrt.
2000 gewann er die nationale Meisterschaft im Straßenrennen vor Alejandro Arzate sowie eine Etappe in der Vuelta a Guatemala. 2001 wurde er Vizemeister im Straßenrennen. Dritter wurde er im Grand Prix Ouest-France (Bretagne Classic Ouest-France) 1991. In der Tour de Suisse wurde er 1991 Vierter und erreichte damit das beste Resultat eines Mexikaners in diesem Etappenrennen. Arroyo bestritt alle Grand Tours.

## Grand-Tour-Platzierungen
| Grand Tour            | 1989 | 1990 | 1991 | 1992 | 1993 | 1994 | 1995 | 1996 | 1997 |
| --------------------- | ---- | ---- | ---- | ---- | ---- | ---- | ---- | ---- | ---- |
| Giro d’ItaliaGiro     | 60   | –    | 25   | –    | –    | –    | –    | –    | –    |
| Tour de FranceTour    | –    | –    | –    | –    | –    | 48   | 61   | –    | 76   |
| Vuelta a EspañaVuelta | –    | –    | –    | 36   | –    | –    | DNF  | –    | –    |

## Nach der aktiven sportlichen Karriere
Arroyo blieb bis 2005 im Radsport aktiv. 2012 wurde er mit dem Orden Premio Nacional Estatal del Deporte für seine Verdienste im Sport geehrt. Er starb am 30. Januar 2020 an den Folgen einer Krebserkrankung.